# Глазков, Николай Григорьевич
Никола́й Григо́рьевич Глазко́в (16 февраля 1949, Челябинск — 17 ноября 2024) — солист (ведущий мастер сцены, тенор) Челябинского государственного театра оперы и балета имени М. И. Глинки, педагог, народный артист Российской Федерации (2008).

## Биография
В 1976 году окончил вокальное отделение Челябинского музыкального училища (класс педагога В. Г. Ракова). В 1976—1980 годах — солист ансамбля «Уральская скоморошина» Челябинской государственной филармонии.
В 1980 году окончил факультет организации культуры и досуга Челябинского института культуры, в 1983 году — ГИТИС (по специальности «актёр музыкального театра», класс народного артиста РСФСР А. А. Григорьева). В 1983—1985 годах работал в московском Камерном театре оперы им. Б. А. Покровского, стажировался в ГАБТе.
С 1985 года — солист Челябинского государственного театра оперы и балета имени М. И. Глинки.
Доцент (по классу вокала) кафедры эстрадно-оркестрового творчества Челябинской государственной академии культуры и искусств.
Скончался 17 ноября 2024 года  после тяжёлой болезни на 76-м году жизни в Челябинске.

## Вокальные партии
- «Фауст» Ш. Гуно — Фауст
- «Севильский цирюльник» Дж. Россини — граф Альмавива
- «Евгений Онегин» П. Чайковского — Ленский
- «Риголетто» Дж. Верди — Герцог
- «Травиата» Дж. Верди — Альфред
- «Снегурочка» Н. Римского-Корсакова — Берендей
- «Сказка о царе Салтане» Н. Римского-Корсакова — Гвидон
- «Паяцы» Р. Леонкавалло — Арлекин
- «Любовный напиток» Г. Доницетти — Неморино
- «Перикола» Ж. Оффенбаха — Пикильо

В репертуаре Н. Г. Глазкова — более 30 оперных партий, а также старинные романсы, песни современных отечественных и зарубежных композиторов. С успехом Николай Глазков поет рок-оперу.

## Награды и признание
- Заслуженный артист Российской Федерации (1996)
- Народный артист Российской Федерации (2008)
- Медаль «За заслуги перед Челябинской областью» III (16 февраля 2024) — за значительный вклад в развитие культуры и искусства Челябинской области, нравственное и эстетическое воспитание граждан
- Лауреат государственной премии Челябинской области творческим работникам, внёсшим значительный вклад в развитие культуры и искусства 2013 года в номинации «театральное искусство» (5 декабря 2013) — за высокое профессиональное мастерство, заслуги в развитии культуры и искусства Челябинской области